# 法蒂·哈提布
法迪·艾尔·卡提布（英語：Fadi El Khatib，1979年1月1日—），黎巴嫩职业篮球运动员，身高1米98，现效力于黎巴嫩国内的蓝星俱乐部（Blue Stars），司职锋卫摇摆人。
他是2006年8月日本世锦赛黎巴嫩男子篮球国家队的成员，卡提布成为这届锦标赛得分第七多的选手，平均每场得到18分。他在世锦赛中的表现可以影响到整队的发挥，因为在黎巴嫩取胜的比赛中卡提布场均可以得到32分，但是在黎巴嫩失利的比赛中他只有场均10分。
在2003年的7月28日，在卡提布效力于贝鲁特萨格瑟队（Sagesse Beirut）的时候曾经和洛杉矶快艇队签过一份短期合同，但是很快被快艇队弃用

## 琐事
艾尔·卡提布曾经在2005年亚锦赛和中国队的决赛中突破上篮撞伤了姚明，导致姚明下巴缝了4针。

## 外部連結
- 法蒂·哈提布在fiba.basketball（英语）
- 法蒂·哈提布在archive.fiba.com（存檔）（英语）
- 法蒂·哈提布在中国男子篮球职业联赛官網
- 法蒂·哈提布在Basketball-Reference.com（國際）（英语）
- 法蒂·哈提布在Eurobasket.com（球員）（英语）
- 法蒂·哈提布在Proballers（英语）
- 法蒂·哈提布在RealGM（英语）
- 法蒂·哈提布在中国篮球数据库